# スラスンダリー

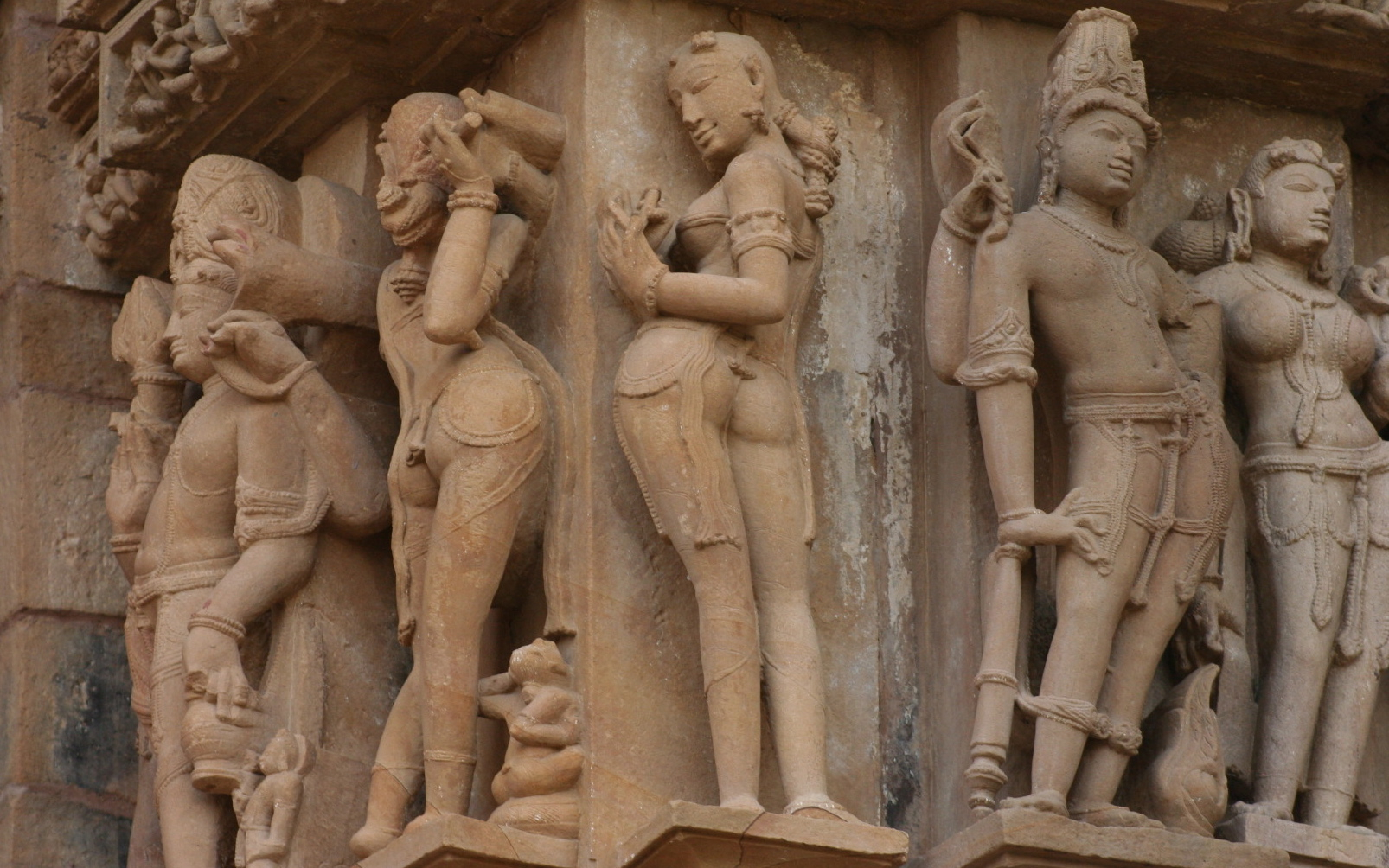

スラスンダリー（Surasundari、सूरासुंदरी）は、インドに伝わる天女。カジュラーホーの寺院に存在する像では大きな乳房の膨らみと引き締まった下肢で表現され、身体をくねらせたり、鏡をもって化粧をしたり、髪を絞ったりするなど艶めかしい女性の動作をしている。。